# Mortu Nega
Mortu Nega (mort negada) és una pel·lícula de 1988 dirigida per Flora Gomes, realitzador de Guinea Bissau, el seu primer llargmetratge.
És la primera docuficció del seu país, més precisament, una etnoficció, que retrata, de manera expressiva i xocant, les vivències de la Guerra d'independència de Guinea Bissau, fonent història contemporània amb mitologia, en aquest cas mitologia africana. Fou la primera pel·lícula de Guinea Bissau independent, estrenada a nivell mundial al Festival de Venècia, el 29 d'agost de 1988.

## Argument
Any 1973. Diminga acompanya un grup de guerrillers camuflats que, enmig del camí, recorre els matolls per a dur proveïments de Conakry per al front de combat, on lluita el seu marit, Sako. Es dona conta que el país que travessa és terra cremada. Hi ha mort per tots costats, però l'esperança la manté viva. En el campament on es troba Sako no té gaire temps per a estar amb ell. Els rebels guanyen terreny amb la certesa de la victòria.
1977. La guerra ha acabat. Però no arriba a acabar veritablement. És cert que, on viu Diminga, entre llàgrimes, hi ha grans manifestacions d'alegria. Però la sequera impera, té el marit malalt i una altra lluita comença. Tan dura és la realitat que només li pot valer el poder dels déus, els vells déus de la terra.
La pel·lícula, en les paraules de l'autor, és una paràbola africana. Assolida la independència de les colònies i eliminat el colonialisme portuguès, la qüestió que s'aixeca és l'Àfrica del segle XXI. Àfrica, i és això el que Flora Gomes suggereix, no serà ella mateixa sense les seves creencess, els seus mites, la seva filosofia, la seva cultura.

## Repartiment
Aquests són els actors que hi participaren:
- Diminga - Bia Gomes
- Sako - Tunu Eugenio Almada
- Sanabaio - Mamadu Uri Balde
- Lebeth - M'Make Nhasse
- Estin - Sinho Pedro DaSilva
- Mandembo - Homma Nalete
- Onkono - Caio Leucadio Almeida
- Irene Lopes - Brinsam
- Infermera - Abi Cassama
- Doctor - Ernesto Moreira
- Cap de Sector - Flora Gomes

## Interpretació
L'any 1988 en què es va estrenar la pel·lícula "no només es complia el 25 aniversari de la independència de Guinea Bissau i l'assassinat del seu líder Amílcar Cabral, és també l'any en què el país va ser pràcticament aniquilat per una brutal guerra civil "(Teresa Ribeiro, periodista de Voice of America). La pel·lícula és una "elegia, no per a les víctimes de la guerra d'alliberament, sinó per als seus supervivents."
Mortu Nega s'ha convertit en una pel·lícula de culte vista com que "no hi ha ideologies o moral. És una història d'amor: nerviosa, carnal i sensible" (René Marx, Pariscope, 14 de març de 1990).

## Festivals i premis
- 1988 - 45a Mostra Internacional de Cinema de Venècia, 29 d'agost (dues Mencions Especials)
- 1989 - Festival de Cinema Panafricà (FESPACO), Març.
- 1989 - Festival de Cannes, 16 de Maig
- 1989 - Belgian Cinedecouvertes, Juliol.
- 1989 - London Film Festival, 16-20 de Novembre,.
- 1990 - Seattle International Film Festival, 28 de Maig
- 1990 – Journées cinématographiques de Carthage, Tunis, Octubre / Novembre – premi Tanit, de bronze
- 1997 - 9th Annual Cascade Festival of African Films, 20 de Febrer
- 2000 - New York Film Center, 15 de Juny
- 2000 - African Film Festival Arxivat 2009-07-25 a Wayback Machine. (Harvard Film Archive), 26 de Novembre
- 2003 – Flora Gomes en retrospectiva a l'African Film Festival (Brown University)